# Плита рифу Балморал

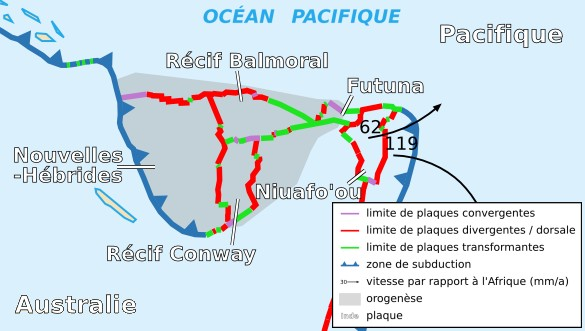
Розташування Плити рифу Балморал

Плита рифу Балморал — тектонічна мікроплита. Має площу — 0,00481 стерадіан. Зазвичай розглядається у складі Тихоокеанської плити.
Розташована на півдні Тихого океану, на півночі від Фіджі. За годинниковою стрілкою з півночі, воно межує з плитами: Тихоокеанською, Австралійською плитою, рифу Конвей, Новогебридською. На півночі і заході має дивергентну границю, на півночі і сході має трансформаційні й конвергентні границі.